# Christopher Reeve
Christopher D'Olier Reeve (Nueva York, 25 de septiembre de 1952-Mount Kisco, 10 de octubre de 2004) fue un actor, director de cine y activista estadounidense. Adquirió fama mundial como actor al interpretar a Superman en la película de acción real y sus tres secuelas, y también es recordado por su personaje de Richard Collier en la película Somewhere in Time.

## Biografía y trayectoria

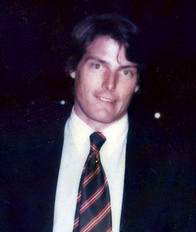
Foto amateur de Christopher Reeve (1952–2004).

Tras el divorcio de sus padres en 1956, él y su hermano Benjamin (1953) crecieron en Princeton, Nueva Jersey, a cargo de su madre, quien se volvió a casar unos años después y le dio otros dos hermanos, Jeff y Kevin.[cita requerida]
Reeve estudió en Princeton, donde trabajaba de ayudante del director de la orquesta del instituto. Además de cantar en un coro local como barítono y de trabajar desde la adolescencia, debutó como actor con quince años en el Williamstown Theatre Festival.[cita requerida]
Según declaró para The Washington Post (Sun-Sentinel) el 5 de enero de 1991, en su adolescencia cuando ya estaba incursionando en el teatro en Princeton (donde creció) estuvo a punto de ser acosado sexualmente por un fotógrafo, quien con la excusa de tomarle algunas fotos, lo invitó a su casa donde tenía su estudio, Reeve declaró: "Pero él quería que me quitara la camisa y luego me imaginé parado allí en ropa interior. Fui directamente a casa y se lo conté a mis padres". Tenía 13 años, esta experiencia le sirvió de base para estructurar su personaje en la polémica película Bump in the Night (1991), donde el mismo interpretó un pedófilo. En la misma entrevista Reeve expreso su otra preocupación: "quiere que los espectadores dejen de lado su imagen de él como Superman".
Continuó su formación artística en la Universidad de Cornell, en la que antes de graduarse, en 1974, fue uno de los dos actores seleccionados (el otro era su amigo Robin Williams) para estudiar arte dramático en la Juilliard School de Nueva York.[cita requerida]

### Inicios en la actuación
Tras debutar en Broadway en 1976, en la obra A Matter of Gravity junto a Katharine Hepburn, Reeve obtuvo el rol del villano Ben Harper en la novela For Love or Life y un papel menor en la cinta Gray Lady Down, en 1976. Se dedicó a trabajar en obras de Broadway que lo satisfacían como actor, pero no mucho económicamente, por lo que pensó en dejar la actuación y trabajar junto a su padre. Fue en ese momento cuando se enteró de que buscaban un actor para interpretar a Superman.[cita requerida]

### Escogido para Superman
Siendo un deportista, excelente nadador, aficionado al hockey sobre hielo y la equitación, piloto licenciado, gracias a su físico de 1,93 metros de estatura y una apariencia de chico lozano y bonachón cuyos rasgos se parecían asombrosamente al héroe del cómic, se enteró de la realización de esta película y decidió presentarse al casting. El director de la cinta quería un actor desconocido en la gran pantalla y parecido al personaje físicamente, vio a Chris y de inmediato obtuvo el papel de Clark Kent y el héroe, para la película Superman (1978), de Richard Donner, haciendo creíble la campaña para la publicidad que decía "Creerás que un hombre puede volar".
Éxito total en taquilla y convertido en una estrella mundial, Christopher Reeve rodó otras tres secuelas de la saga: Superman II, en 1980, Superman III, en 1983, y Superman IV, en 1987, la menos exitosa de la serie.[cita requerida]

### Activismo
Con su ocupada agenda y aprovechando la fama mundial que había adquirido luego de rodar la primera película de Superman, ese mismo año Christopher se convirtió en activista y trabajaba por causas sociales. Apoyó y contribuyó en las Olimpiadas especiales, asistía como invitado a conferencias, reuniones y daba charlas sobre los problemas sociales, enfermos, discapacitados y personas con parálisis que necesitan ayuda. Trabajó por el medio ambiente y también visitaba hospitales de niños enfermos cuyos últimos deseos eran conocerlo. Se reunió varias veces con el presidente de Estados Unidos en ese entonces durante la ceremonia de las Olimpiadas de niños especiales. Y desde 1982 ya contribuía con los pioneros de la "Fundación Americana de Parálisis", sin imaginarse que 13 años después él tendría la misma condición de quienes defendía. Desde entonces Chris se convirtió en un activista para toda su vida.
En noviembre de 1987, viajó sorpresivamente a Chile para solidarizar con 77 actores y actrices que habían recibido amenazas de muerte por parte de un grupo de extrema derecha durante la dictadura de Augusto Pinochet. Reeve participó en un acto público en Santiago, donde leyó una carta de apoyo en representación de artistas estadounidenses. Unos meses después, previo al Plebiscito de 1988, manifestó su apoyo a la opción No, que buscaba terminar con la dictadura en Chile, apareciendo en la franja electoral de la campaña.  En 2004 fue condecorado por el Gobierno de Chile con la Orden Bernardo O’Higgins por su compromiso con los derechos humanos. 

### Siguientes trabajos en el cine
En 1979, actuó junto a Jane Seymour en Somewhere in Time, estrenada en 1980, que si bien no fue un éxito de taquilla, se convirtió en una película clásica de culto y con muchos fans. En 1982, trabajó en dos cintas: Death Trap, basada en una conocida obra de teatro, y Monsignor, donde interpretó a un sacerdote que mantiene una relación amorosa con la esposa de su hermano, un oficial nazi.[cita requerida]
Aunque recibió buenas críticas por su trabajo en Las Bostonianas, de James Ivory, y por su interpretación del conde Vronski en Anna Karenina, gran parte de sus esperanzas estaban cifradas en Street Smart, donde interpretaba a un reportero sin escrúpulos que inventaba noticias para ganar fama. La cinta no fue un éxito en taquilla y los críticos no determinaron su actuación, enfocándose más en su coestrella, Morgan Freeman, quien fue nominado a un Óscar por este papel en 1988.[cita requerida]

### Relación con Gae Exton
Reeve se compró una nueva casa que ocupó con su pareja, la agente de modelos británica Gae Exton, a quien conoció durante el rodaje de Superman, comenzando una relación en 1978. Madre de sus dos primeros hijos, Matthew (1979) y Alexandra (1982).

### Matrimonio con Dana Morosini
El actor se separó a principios de 1987. Meses después, el 30 de junio de 1987, en Williamstown, Massachusetts, en un bar nocturno, Dana Morosini estaba actuando y cantando durante el Festival de Teatro de Williamstown. Christopher estaba sentado en una mesa delante y se presentó a Dana después del espectáculo. Su noviazgo comenzó poco tiempo después de que se conocieran, y cinco años más tarde, el 11 de abril de 1992, se casó con la actriz, en una boda al aire libre en una tarde, en su granja en el sur de Williamstown, Massachusetts. Fue una boda pequeña, con sólo la familia y unos 45 invitados. Ambos escribieron sus propios votos de la boda e intercambiaron anillos de oro simples entre sí. Dana llevaba el anillo de matrimonio de Christopher alrededor de su cuello. No tuvieron una luna de miel porque Dana estaba actuando en una obra de teatro en Nueva York, y Chris estaba promoviendo una nueva película. De ese matrimonio nació su tercer hijo, Will (1992). Adquirieron una casa de campo del siglo XIX con siete acres cerca de Bedford Village, Condado de Westchester, Nueva York. Dana Reeve se convirtió en su fiel e incondicional compañera hasta el final. Ambos participaban y colaboraban en causas para los necesitados y por el medio ambiente.[cita requerida]

### Trabajos en la televisión y última película para el cine
En 1985 Reeve presentó el documental televisivo Dinosaurios, que el canal CBS emitió en Estados Unidos en noviembre de 1985. En España ese documental fue emitido por La 1 el día de Navidad de 1987.
En 1991, protagonizó la polémica película Bump in the Night, junto a la actriz Meredith Baxter. En esta película, Reeve interpreta a un pedófilo que es un ex profesor universitario, que intenta seducir a su víctima, quien en la ficción es hijo de Baxter, una periodista divorciada y alcohólica, quién hará todo lo que está a su alcance para dar con su hijo. Según el Diario "Los Angeles Times" del 5 de enero de 1991 "el elemento de casting sorpresa es Christopher Reeve...sin duda (su) papel más desafiante...hasta la fecha, y la conducta amable, la superficie intensa y la obsesión enfermiza de su personaje son totalmente convincentes". En propias palabras de Reeve en una entrevista para The Washington Post (Sun-Sentinel) el 5 de enero de 1991, manifestó: "Esta es una película para que la vean los adultos, no para los niños. Uno de los mensajes es dar cuenta del tiempo de los niños. No permita que su hijo se le escape". Asegurando también que sus hijos Matthew, de 11 años, y su hija, Alexandra, de 7, "no verán a papá en este papel hasta que hayan crecido".
Tras pasar una temporada dedicado a los filmes de televisión, Reeve volvió a la pantalla grande en 1993, como el senador Jack Lewis en el filme Lo que queda del día, donde la crítica lo reconoció como un actor hábil y recursivo que sirvió de apoyo a los estelares del filme, Anthony Hopkins y Emma Thompson.[cita requerida]
En 1994, actuó en la comedia Speechless junto a Geena Davis y Michael Keaton, siendo para muchos curiosa la reunión en la pantalla grande de los intérpretes de Superman y Batman. Ese mismo año actuó en el filme de HBO Above Suspicion, donde de manera irónica encarnó a un detective que queda inválido tras recibir un disparo. En 1995 se estrena su última película antes de su accidente, Village of the Damned, dirigida por John Carpenter, una nueva versión de la película original de 1960.[cita requerida]

## Accidente

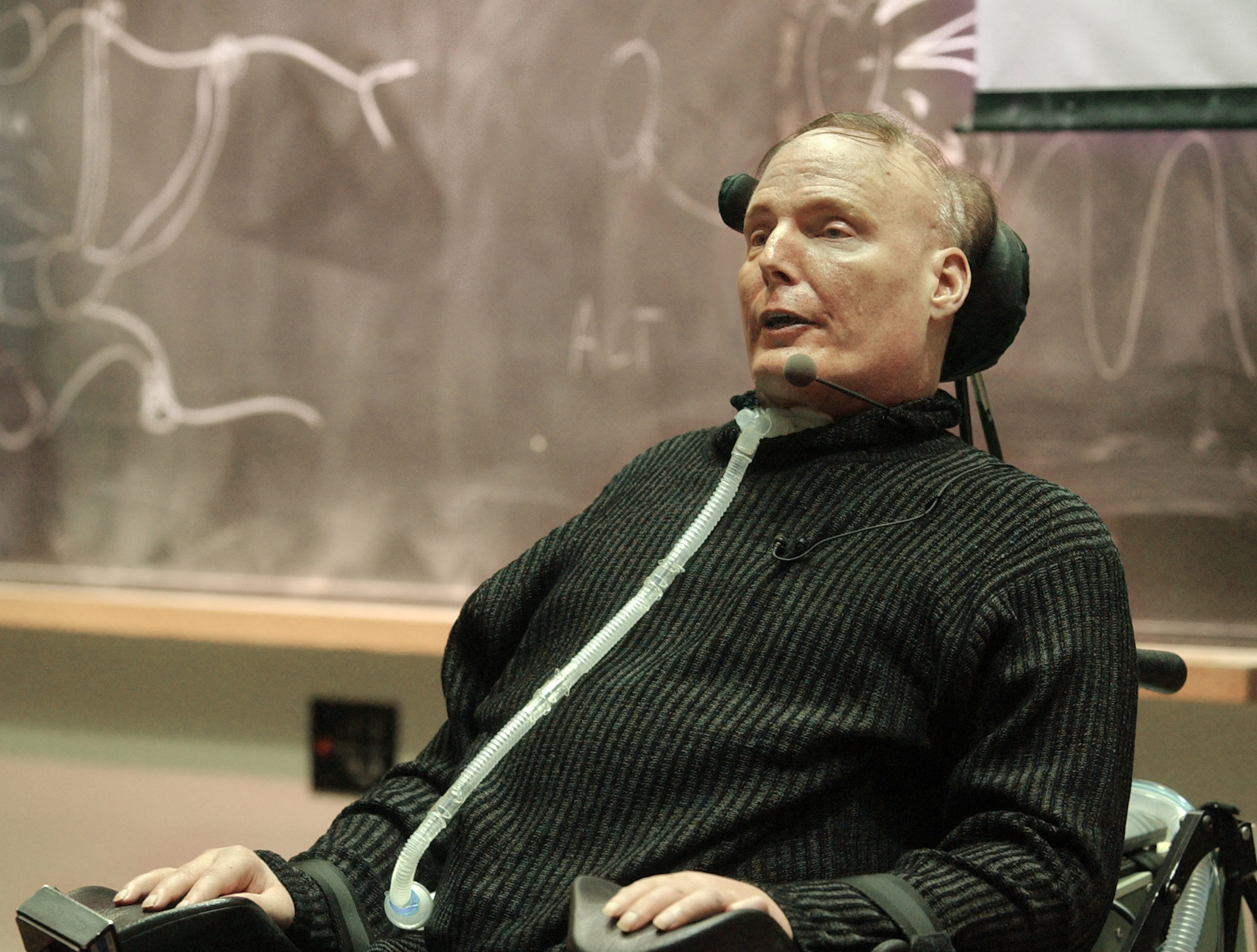
Reeve en una conferencia en el Instituto de Tecnología de Massachusetts (MIT), en 2003.

El 27 de mayo de 1995, la vida del actor cambió para siempre. Durante un concurso de equitación con salto de obstáculos en Culpeper (Virginia), al intentar superar un obstáculo cayó de cabeza de su caballo, lo que le provocó la fractura de dos vértebras cervicales y le seccionó la médula espinal. Quedó sin poder respirar, perdiendo al mismo tiempo la movilidad total de su cuerpo, y desde entonces permaneció en una silla de ruedas, con respiración asistida. Tras ser sometido a una peligrosa operación, sólo pudo recuperar la movilidad de los dedos de su mano izquierda, que consiguió articular con mucho esfuerzo. Los médicos salvaron la vida de Reeve, pero anunciaron que la lesión era de carácter irreversible. Christopher pasó seis meses en el Instituto de Rehabilitación Kessler, en Nueva Jersey, mientras que Dana transformó la casa para adecuarse a la nueva realidad familiar.[cita requerida]

## Después del accidente y creación de su fundación
El actor no se ocultó de los medios, y gracias al apoyo y amor incondicional de su esposa, se sobrepuso y no dejó que su autoestima cayera. Siguió trabajando y continuó su labor como activista social, colaboró  con asociaciones como la Unesco, para contribuir por causas similares a la suya. También asistía al Senado, a pesar de su estado, para intentar que este permitiera a los investigadores trabajar con células madre embrionarias para intentar conseguir el mayor deseo de Reeve, volver a caminar.[cita requerida]
Buscó la ayuda de la APF (Fundación Estadounidense de Parálisis) y les prestó su nombre y financiación y finalmente lo convirtió en The Christopher Reeve Foundation, que luego pasaría a llamarse Christopher and Dana Reeve Foundation, organización caritativa dedicada al cultivo de células madre y a la ayuda a las personas que han quedado parapléjicas o tetrapléjicas como él, ya sea por causas naturales o en accidentes.[cita requerida]
Su esposa Dana fue apoyo fundamental para que Reeve pudiese recuperarse emocionalmente en los primeros difíciles momentos de esta dura etapa de su vida. Ella permaneció como incondicional compañera hasta su deceso, ganándose la estima, el respeto y la admiración por su abnegación y coraje. También la fundación trabaja para mejorar la calidad de vida de las personas que viven con discapacidades.[cita requerida]
El actor asumió la presidencia de la fundación y colaboró junto con su esposa con programas de becas que otorgaron más de $16 millones de dólares a organizaciones que ayudan a las personas que viven con parálisis. Además, colocaron en la fundación un Centro de Recursos para la Parálisis, que ha llegado a ayudar a decenas de miles de personas que viven con parálisis y a sus familias a conseguir los instrumentos útiles y necesarios para el estilo de vida para las personas con esta lesión.[cita requerida]
Dana adecuó la casa en la granja para la nueva situación de su marido y dejó en segundo plano su carrera. Christopher Reeve, gracias a los cuidados y amor de ella, logró asumir su condición antiguamente clasificado como discapacitado, siendo su movilidad reducida lo que le hizo empatizar con muchas otras personas en la misma situación. Dio muchas conferencias desde entonces.
Dana apoyó públicamente al senador John Kerry como candidato a la presidencia; sin embargo, George Bush Jr suspendió en el 2001 el uso del dinero de los contribuyentes para el estudio de células embrionarias.[cita requerida]

## Discurso en los Premios Óscar de 1996
En marzo de 1996, un año después de su accidente, durante la ceremonia de entrega de los Premios Óscar, más recuperado y logrando hablar con mayor facilidad, el actor fue presentado sobre el escenario en su silla de ruedas, fue aclamado de pie por todos los actores presentes, en donde Christopher pidió a la industria cinematográfica que dedicara un poco más de tiempo y esfuerzos para prestar más atención a los problemas sociales en que se encuentran miles de personas.

## Debut como director y trabajos de actuación posteriores
En 1997, dos años después de su accidente, Reeve debuta como director con el filme para TV "In the Gloaming", que narra el drama de un joven enfermo con sida quien va a pasar sus últimos días en compañía de su familia. Al año siguiente protagoniza "La Ventana de Enfrente", junto a Daryl Hannah, una adaptación del clásico de Alfred Hitchcock "La Ventana Indiscreta" para la televisión. Participó como invitado en las series "Sesame Street", "The Practice" y como invitado especial en un par de episodios de la serie Smallville (serie de televisión) como Virgil Swann, un científico que le dio a Clark Kent (Tom Welling) claves sobre su verdadero origen, siendo estos dos de los episodios con mayor audiencia de la serie.

## Estrella en el paseo de la fama de Hollywood
En 1997 el club de fans del actor y de la película Somewhere in Time encabezaron el proyecto "A star for Christopher Reeve", pagaron y Reeve obtuvo su estrella en el Paseo de la fama de Hollywood. En la ceremonia asistieron el actor, su esposa, hijos y su compañera y coprotagonista en Somewhere in Time, la actriz Jane Seymour quien ofreció un pequeño discurso acerca de su gran amigo Christopher y su merecida estrella.

## Primer libro autobiográfico
Reeve escribe su autobiografía titulada Still Me, en español Sigo siendo yo, publicado en 1998, la cual estuvo encabezando las listas de libros más vendidos en ese año, mientras que la versión en audio del libro obtuvo en 1999 el premio Grammy al mejor álbum narrado.
En este libro él escribió que poco tiempo después del accidente le sugirió a su esposa:  “Tal vez deberías dejarme y tal vez yo debería suicidarme, a lo que ella respondió: «Te diré una cosa, te apoyaré en todo lo que quieras hacer, porque es tu vida y tu decisión. Pero quiero que sepas que estaré contigo para siempre, toda la vida, hasta el final. Sigues siendo tú y te amo»”, Christopher dijo: “Esas fueron las palabras que salvaron mi vida”.  El actor nunca más pensó en suicidarse y el título de su autobiografía lleva ese nombre debido a aquellas palabras de su esposa.

## Últimos eventos en público, trabajos y segundo libro
En el año 2000 durante un evento en New York con motivo de una premier especial de la película "Somewhere in time", Christopher y Jane Seymour asistieron junto a los otros actores de la película y el club de fans del film, en donde dio un discurso.
Reeve no renunció a la lucha y sus conferencias fueron un ejemplo de su lucha contra la adversidad. Continuó realizando charlas e incluso apoyaba a su esposa en varias actividades de índole profesional. Siempre estuvo a la vanguardia como estandarte de los estudios para la cura de la parálisis de la médula espinal. Reeve incluso llegó a ofrecer su cuerpo para experimentos de neurotransmisores; en uno de ellos le implantaron celdas electrónicas que generaban pulsos eléctricos que estimulaban la reacción refleja y que le hacían mover sus extremidades de manera robótica. Aunque hizo una presentación en público, esto no prosperó en el futuro.
Reeve seguía sometiéndose a tratamientos y continuaba su labor de activismo, asistiendo y dando conferencias, ya que a pesar de no poder moverse, podía hablar perfectamente y respirar con ayuda de respiradores en una sección de su cuello. Chris siguió concienciando sobre lo que necesitan las personas que tienen esta lesión que les impide moverse.
En 2002 publica otro libro llamado Nothing is Impossible: Reflections on a New Life, publicado en España en 2003 con el título Todo es posible en el que expuso asimismo sus experiencias tras su accidente y los factores que lo llevaron a seguir adelante. 
A principios de 2004, dirige The Brooke Ellison Story para el canal A&E, una película hecha para televisión sobre la vida del joven discapacitado Brooke Ellison, el primer tetrapléjico que se gradúa en la Universidad de Harvard. Su esposa fue una de las protagonistas en esta película.

## Fallecimiento
El deterioro de su organismo se fue agravando con el paso del tiempo, propiciando la aparición de escaras, atrofia muscular por falta de uso así como una mayor suceptibilidad a sufrir infecciones. Relacionado con esta última patología, en octubre de 2004 fue atendido por un problema de hipotensión causado por una sepsis. A consecuencia del tratamiento con antibiótico para la infección, Christopher sufre un ataque cardiaco el día 9 del mismo mes de octubre, entrando en coma sostenido y llevado al Hospital North Westchester de Mount Kisco (Nueva York). Cristopher Reeve fallecería dieciocho horas después, el 10 de octubre de 2004 a los 52 años de edad. Aunque su esposa Dana tuvo que alejarse de Christopher por compromisos profesionales pudo llegar a tiempo antes del fallecimiento. Según el doctor John McDonald, fue una reacción adversa al antibiótico lo que le provocó la muerte.
Se celebró un servicio conmemorativo en la Iglesia Unitaria de Westport (Connecticut), donde tanto Cristopher como su esposa habían asistido con regularidad.
Un año después de su muerte, su fundación, creada en colaboración con la Universidad de California (EE. UU.), consiguió reparar lesiones medulares de ratones usando células madre provenientes del tejido nervioso de seres humanos. Al año siguiente, en 2006 se estrena Everyone's Hero, cuya codirección había corrido a cuenta de Christopher hasta su hospitalización y posterior fallecimiento.

## Posterior a su fallecimiento
Después de la muerte de su esposo, Dana asumió la presidencia de la fundación y dijo que la misión que su marido le había dejado era una lucha interminable e imperecedera, y así continuó trabajando. Sin embargo, un año más tarde Dana fue diagnosticada de un tumor maligno en el pulmón, siendo no fumadora. A causa de ello, falleció 17 meses después, en marzo de 2006. Entonces Peter D. Kiernan III fue nombrado presidente de la fundación.
El 11 de marzo de 2007, la Fundación anunció que cambió su nombre por el de Christopher & Dana Reeve Foundation en el primer aniversario de la muerte de Dana Reeve. El cambio, según un comunicado de prensa de la Fundación, fue reflejar la "Asociación, el coraje y la compasión de los Reeve" ya que ambos lucharon y trabajaron por salir adelante ante la adversidad de sus enfermedades y ayudaron a las personas necesitadas a través de la fundación. Peter T. Wilderotter, exvicepresidente de la Fundación de Desarrollo, fue nombrado su presidente en marzo de 2007. La fundación sigue trabajando y ayudando a quienes lo necesitan, agotando todos sus recursos y esfuerzos para mejorar la calidad de vida de personas discapacitadas, con parálisis y en memoria de sus pioneros, la familia Reeve.
Hasta principios de 2013, la Fundación había otorgado más de 110 millones de dólares (USD) en becas de investigación y más de 16 millones en subsidios para mejorar la calidad de vida de personas discapacitadas y con parálisis.

## Personalidad y vida privada

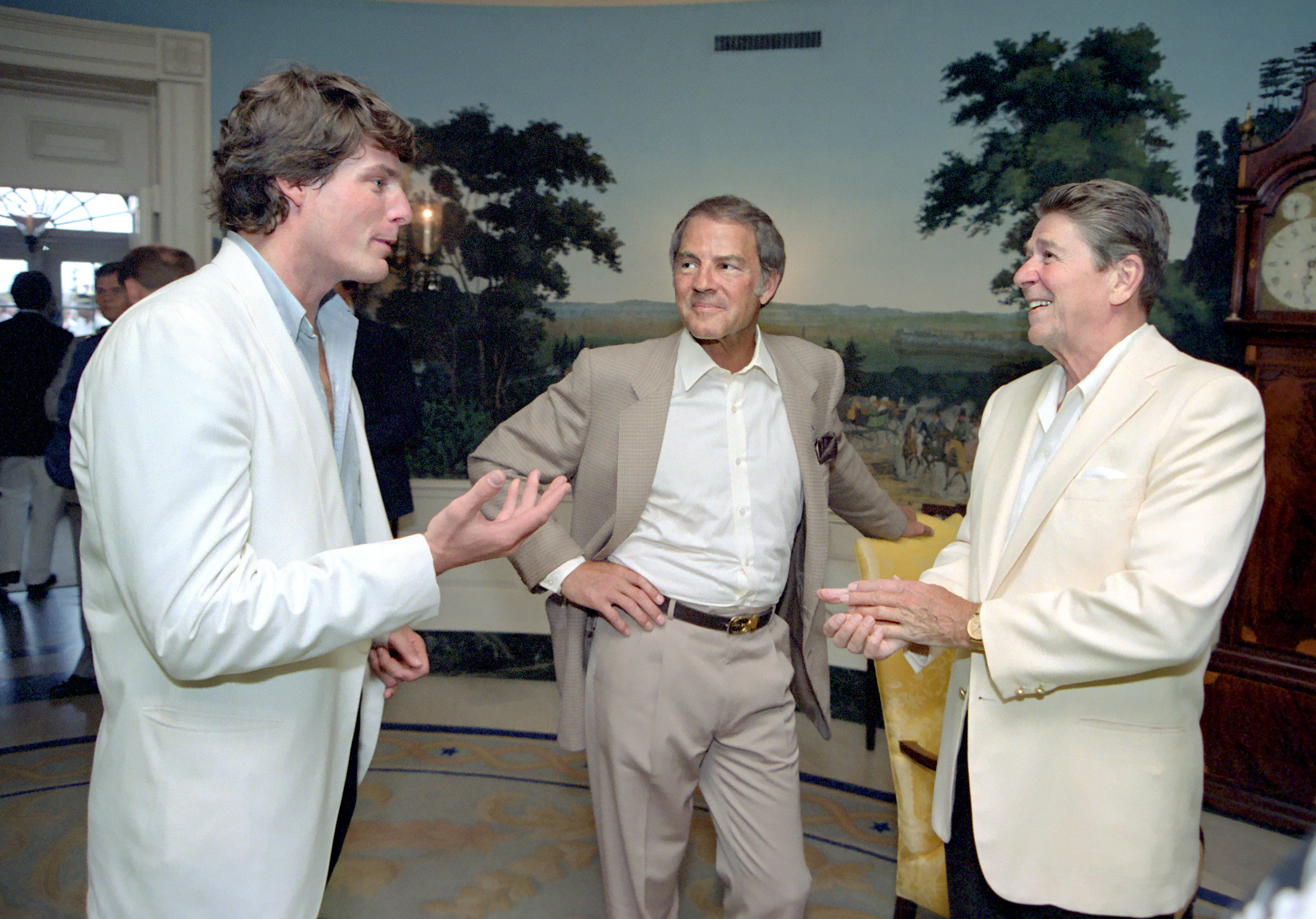
Reeve con el presidente Ronald Reagan en 1983 tras la ceremonia de las Olimpiadas de niños especiales.

Reeve medía 1,93 m (6' 4") y su verdadero color de cabello era rubio, él lo tiñó de negro, se puso lentes para cubrir sus ojos celestes y así presentarse al casting y que le vieran parecido a Clark Kent. Durante su adolescencia tuvo problemas musculares debido a su altura, padeció asma y en ciertas épocas de su vida tuvo alopecia. Durante el rodaje de Superman, conoció a la exmodelo y publicista británica Gae Exton con quien convivió durante una década y tuvo dos hijos: Matthew y Alexandra.
Tras separarse de Exton en el verano de 1987, Reeve conoció en el Festival de Teatro de Williamstown presentándose en la mesa a la joven Dana Morosini, una actriz y cantante de quien se enamoró y con quien contrajo matrimonio en 1992. De dicha unión nació su tercer hijo, Will.
Siendo una persona bastante accesible y amistosa, mantuvo una gran amistad durante toda su vida con el también actor Robin Williams, quien fue compañero de estudios en Julliard y quien acompañó al actor hasta su muerte. Asimismo mantuvo una larga amistad con su compañera de rodaje en Superman, la actriz Margot Kidder, el director Richard Donner y su coestrella de Somewhere in Time, Jane Seymour, quien bautizó a uno de sus hijos "Christopher" en homenaje al actor. Igualmente mantenía una estrecha relación de amistad con Gene Hackman, compañero de rodaje en la saga de Superman.
Su esposa Dana Reeve le sobrevivió dos años más, ya que se le diagnosticó cáncer de pulmón sin haber sido fumadora. Luchó contra su mal hasta el 6 de marzo de 2006, fecha en la que falleció a los 44 años de edad. Dana había ganado reconocimiento internacional con la fundación que había patrocinado, pero el gobierno de George W. Bush redujo ostensiblemente los fondos y prácticamente paralizó el tema del uso de células madre. Christopher Reeve fue un firme opositor a Bush y a las jerarquías católicas, a los que acusaba de frenar las investigaciones sobre dichas células con las cuales los que padecen su condición podrían haber tenido mejoras.
Christopher Reeve fue una persona muy amable toda su vida, un gran apasionado por colaborar con las personas que más necesitan y sobre todo con los niños especiales y personas enfermas, discapacitadas. Fue un activista toda su vida. Al ganar fama mundial por interpretar a Superman, ese mismo año comenzó a preocuparse y trabajar en labor social, apoyando muchas causas y aportando dinero para fundaciones que trabajaban por los enfermos.
Tras su accidente y gracias al apoyo incondicional de su esposa pudo salir adelante, el cuenta en su libro que luego del accidente, fueron las primeras palabras de su esposa las que le salvaron la vida.
Christopher luchó por cumplir sus metas hasta el último día de su vida, junto a su esposa, su empeño y coraje sirvieron de ejemplo máximo a su esposa cuando fue diagnosticada de cáncer.
La fundación que crearon ambos sigue hasta la actualidad ayudando a personas con parálisis.

## Filantropía y activismo
Chris fue un activista durante toda su vida. Al hacerse famoso interpretando a Superman, apoyó las Olimpiadas Especiales, colaboró con la fundación americana de parálisis, el medio ambiente, hacía trabajo social y visitaba niños y personas con enfermedades terminales cuyo último deseo era verlo en persona. 

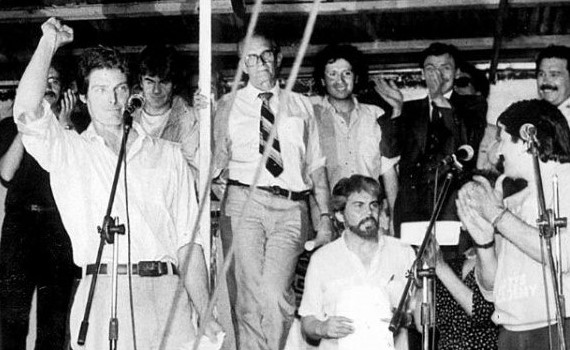
Reeve en el mitin Vida y Arte en Chile, noviembre de 1987

A finales de 1987, en Santiago, Chile, el dictador del país, Augusto Pinochet, amenazó con ejecutar a 77 actores, escritores y sindicalistas. El escritor chileno Ariel Dorfman le pidió a Reeve que los ayudara a salvar sus vidas. Reeve voló a Chile y ayudó a dirigir una marcha de protesta. Luego apareció en un periódico una caricatura que lo mostraba llevando a Pinochet por el cuello con la leyenda: "Superman: ¿A dónde lo llevarás?". Por su contribución a la protesta, Reeve recibió la Gran Cruz de la Orden de Bernardo O'Higgins, la máxima distinción chilena para extranjeros. También recibió un Premio Obie y el premio anual de la Fundación de Derechos Humanos Walter Briehl. El siguiente año, Reeve estuvo entre las estrellas internacionales de la campaña del No para el Referéndum sobre la continuidad de la dictadura militar en Chile que marcó el fin del gobierno de Pinochet. La película chilena de 2012 No, que fue nominada al Oscar a la mejor película en lengua extranjera en los 85º Premios de la Academia, presenta imágenes de archivo de Reeve en la campaña. En 2023,Variety informó que la productora de Pablo Larraín (director de No), Fábula, estaba desarrollando una miniserie sobre el viaje de Reeve a Chile.
En 1989 se unió a otros artistas como Susan Sarandon, Glenn Close, Alec Baldwin y Ron Silver para fundar "Coalición Creativa", un grupo de artistas que ayudaban a los menos favorecidos e impulsaban labores culturales y ecológicas. Como vicepresidente del grupo, en 1993, ayudó a descontaminar una playa californiana bajo el auspicio del entonces vicepresidente de los Estados Unidos, Al Gore. Asistía continuamente y participaba como orador en eventos sobre labor social y las personas más necesitadas, luego de su accidente continuó haciéndolo en compañía de su esposa.
Creó la Christopher and Dana Reeve Paralysis Foundation, organización caritativa, dedicada a la búsqueda de tratamientos y curas para la parálisis causada por lesión de la médula espinal y otros trastornos neurológicos. También trabaja para mejorar la calidad de vida de las personas que viven con discapacidades. El actor asumió la presidencia de la fundación y colaboró junto con su esposa con programas de becas que otorgaron más de 16 millones de dólares a organizaciones que ayudan a las personas que viven con parálisis, no solo eso, sino que también colocaron en la fundación un Centro de Recursos para la Parálisis, que ha llegado a ayudar a decenas de miles de personas que viven con parálisis y a sus familias a conseguir los instrumentos útiles y necesarios para el estilo de vida para las personas con esta lesión. Además de luchar por el desarrollo de la investigación de la cura de enfermedades usando células madre, apoya a quienes han quedado parapléjicos o tetrapléjicos como él, ya sea por causas naturales o en accidentes.

## El legado deSuperman
Al pasar el tiempo, los fanáticos del personaje del cómic Superman han escogido a Reeve como el mejor Superman de toda la historia. Se le considera como el actor que mejor interpretó el papel de Clark Kent y que, hasta ahora, no ha sido superado, ya que el actor ha sido el único que interpretó correctamente todas las características del personaje, combinándolos con el sentido del humor, timidez e ingenuidad que caracterizan al personaje. De igual manera, se lo considera como el que mejor ha interpretado a Superman, mostrando los verdaderos valores que posee este personaje para con la humanidad y la justicia.

## Nexos artísticos con Latinoamérica
En 1992 participa en un videoclip musical del dueto argentino Pimpinela, producido por Sony Music International. En el video Reeve interpreta a un hombre de negocios a quien se le olvidan los boletos de avión para un viaje muy importante. Su secretaria, enamorada de él, al percatarse de ello sale corriendo para alcanzarlo, siendo el rostro del hombre un misterio durante todo el video; sin embargo, al final el público se entera de que el jefe es el mismísimo Superman, el actor estadounidense Christopher Reeve, quien agradece el gesto de su secretaria y queda prendado de la chica.

## Filmografía
- Love of Life, 1974-1976 (serie de TV).
- Gray Lady Down, 1978.
- Superman, 1978.
- Superman II, 1980.
- Somewhere in Time, 1980.
- Deathtrap, 1982.
- Monseñor, 1982.
- Superman III, 1983.
- The Bostonians, 1984.
- Anna Karenina 1985
- The Aviator, 1985.
- Superman IV, 1987.
- Street Smart, 1987.
- Switching Channels, 1988.
- Earthday Birthday, 1990.
- Bump in the Night, 1991.[1][13]
- Sueños de muerte, 1991 (Telefilme).
- Noises Off!, 1992.
- Mortal Sins, 1992 (Telefilme).
- Road to Avonlea (Camino de Avonlea) (TV Serie), 1992.
- Lo que queda del día, 1993.
- Morning Glory (película de 1993), 1993
- Speechless, 1994.
- El pueblo de los malditos, 1995.
- Above Suspicion, 1995.
- Zorro negro: Hombres buenos y malos, 1995.
- Zorro negro: El precio de la paz, 1995.
- A Step toward Tomorrow, 1996.
- La ventana de enfrente, 1998.
- Smallville, 2002 (TV).
- The Practice, 2003 (TV).
- Everyone's Hero, 2006 (Director).
- The Flash, 2023 (Cameo póstumo y sin acreditar).